# Nguyễn Văn Nhieu
Nguyễn Văn Nhieu (ur. w 1930) – południowowietnamski kolarz torowy.
Brał udział w igrzyskach olimpijskich w 1956 (Melbourne). Startował tylko w wyścigu na 1000 metrów. Zajął 22. miejsce, uzyskując czas 1:23,6. Był to najgorszy wynik całych zawodów.